# اتحاد مبارزان کمونیست
اتحاد مبارزان کمونیست (به اختصار: امک) یا گروه سهند یک محفل کمونیستی ایرانی بود که توسط منصور حکمت (ژوبین رازانی)، حمید تقوایی، رضا مقدم و خسرو داور (شاهین رازانی) در آذر ۱۳۵۷ پایه‌گذاری شد. امک مجموعه بحث‌های خود را با ترم مارکسیسم انقلابی معرفی می‌کردند. مهم‌ترین اثر پایه‌ای آن، جزوه «اسطوره بورژوازی ملی و مترقی» بود که توسط منصور حکمت و حمید تقوایی نوشته شد.

## تاریخچه
در آستانهٔ انقلاب بهمن ۱۳۵۷، چند تن از دانش‌آموختگان ایرانی دانش‌گاه‌های اروپا پس از بازگشت به ایران دور یکدیگر جمع شده و یک محفل مطالعاتی آثار مارکسیستی تأسیس کردند و خود را «گروه سهند» نامیدند. این افراد پس از مدتی با نگارش اساس‌نامه‌ای نام خود را به «اتحاد مبارزان کمونیست» تغییر دادند. با افزایش سرکوب فعالان چپ و رشد جنبش انقلابی در کردستان ایران، اعضای گروه سه سال بعد از تأسیس به کردستان نقل مکان کردند. در سال ۱۳۶۲، اعضای محفل با اعضای کومله متحد شده و حزب کمونیست ایران را تأسیس کردند. با این وجود افراد متمایل به خط مشی این محفل بعدها و در سال ۱۹۹۱ دوباره از حزب کمونیست ایران انشعاب کرده و حزب کمونیست کارگری ایران را تأسیس کردند که این حزب نیز در ادامهٔ فعالیت خود دچار انشعابات متعددی شد.

## اعضا
منصور حکمت اعضای اولیه و بنیانگذاران اتحاد مبارزان کمونیست را خودش، حمید تقوایی و خسرو داور می‌داند؛ و در شمار افرادی که عضو این گروه بوده یا در ارتباط با آن قرار گرفته و همکاری کرده‌اند، به افراد زیر اشاره کرده است:
عباس انتظام حجت، مهدی میرشاهزاده، جواد قائدی، علی رجبی، مسعود نیازمند، احمد حسینی ارانی، محمد چیت ممتاز، مجتبی احمدزاده، غلام کشاورز.
آذر ماجدی نیز علاوه بر خودش از منیرالسادات هاشمی به عنوان عضو اتحاد مبارزان کمونیست یاد کرده است.

## دیدگاه‌ها
اعضای اتحاد مبارزان کمونیست که اغلب از فعالان خارج کشوری بودند، نسبت به فعالان داخل ایران تمایل بیشتری به کار تئوریک داشتند و با اشاعه نظریات خود، به‌ویژه در نقد سوسیالیسم خلقی که آن را مصداق پوپولیسم می‌دانستند و معتقد بودند که گریبان جنبش کمونیستی ایران را در آن مقطع گرفته و پایهٔ انحرافات اساسی از برخورد طبقاتی و کارگری به مسائل و گره‌گاه‌های سیاسی است، توانستند در میان جریان‌های چپ نفوذ پیدا کنند.
این پروسه همزمان بود با اتفاقات مهم در عرصه سیاست نظیر اشغال سفارت آمریکا توسط نیروهای دانشجویان پیرو خط امام و نیز جنگ عراق با ایران. این در حالی بود که بسیاری از نیروهای چپ، در این برهه به دنباله روی از این یا آن جناح حاکمیت، یا «دفاع از میهن» در مقابل «دشمن متجاوز» پرداختند. در برابر امک دلیل ظهور این گرایش را این می‌دانست که این نیروهای چپ، نه طبقهٔ کارگر بلکه «خلق» را نیروی انقلابی می‌دانستند؛ و علاوه بر این، معتقد بودند که در زمان حاکمیت طبقات غیر کارگر، و جمهوری اسلامی به عنوان چنان حاکمیتی، هر گونه دفاع از میهن حرکتی شوونیستی است؛ بنابراین اتحاد مبارزان کمونیست در برابر دفاع از میهن و تئوری‌های مرتبط با آن موضع مخالف گرفت.

## سرنوشت
اتحاد مبارزان کمونیست سه سال پس از تأسیس و در پی سرکوب فزاینده از سوی جمهوری اسلامی، مقر خود را به کردستان عراق برده و به عنوان متحد ایدئولوژیک و عملیاتی کومله عمل کردند و سرانجام در سال ۱۳۶۱ امک، و کومله با اتحاد با یکدیگر و سایر برخی منفردین حزب کمونیست ایران را تشکیل دادند.

## انتقادات
عده‌ای از فعالان «خط سه» از سازمان پیکار در راه آزادی طبقه کارگر و سازمان رزمندگان آزادی طبقه کارگر مواضع اولیه این گروه را کپی‌برداری از مواضع تقی شهرام چهرهٔ اصلی بخش منشعب و مارکسیست سازمان مجاهدین خلق ایران، و نیز داریوش کایدپور تئوریسین گروه رزمندگان آزادی طبقهٔ کارگر می‌دانستند.